# Metriocnemus cataractarum
Metriocnemus cataractarum är en tvåvingeart som beskrevs av Jean-Jacques Kieffer och August Friedrich Thienemann 1919. Metriocnemus cataractarum ingår i släktet Metriocnemus och familjen fjädermyggor. Inga underarter finns listade i Catalogue of Life.